# 인천주원초등학교
인천주원초등학교는 대한민국 인천광역시 남동구에 있는 초등학교이다.
2022학년도에 학교숲1호 꿈트리를, 2023학년도에 학교숲2호 신나는 등굣길을 조성했습니다. 2024학년도에는 인천형 1호 숲속학교 공모에 선정되어 학생 디자인 협의회 등 을 거쳐 기초조사를 마쳤으며, 2025학년도에 실시설계를 거쳐 2026학년도 상반기에 숲속학교를 조성하게 됩니다.

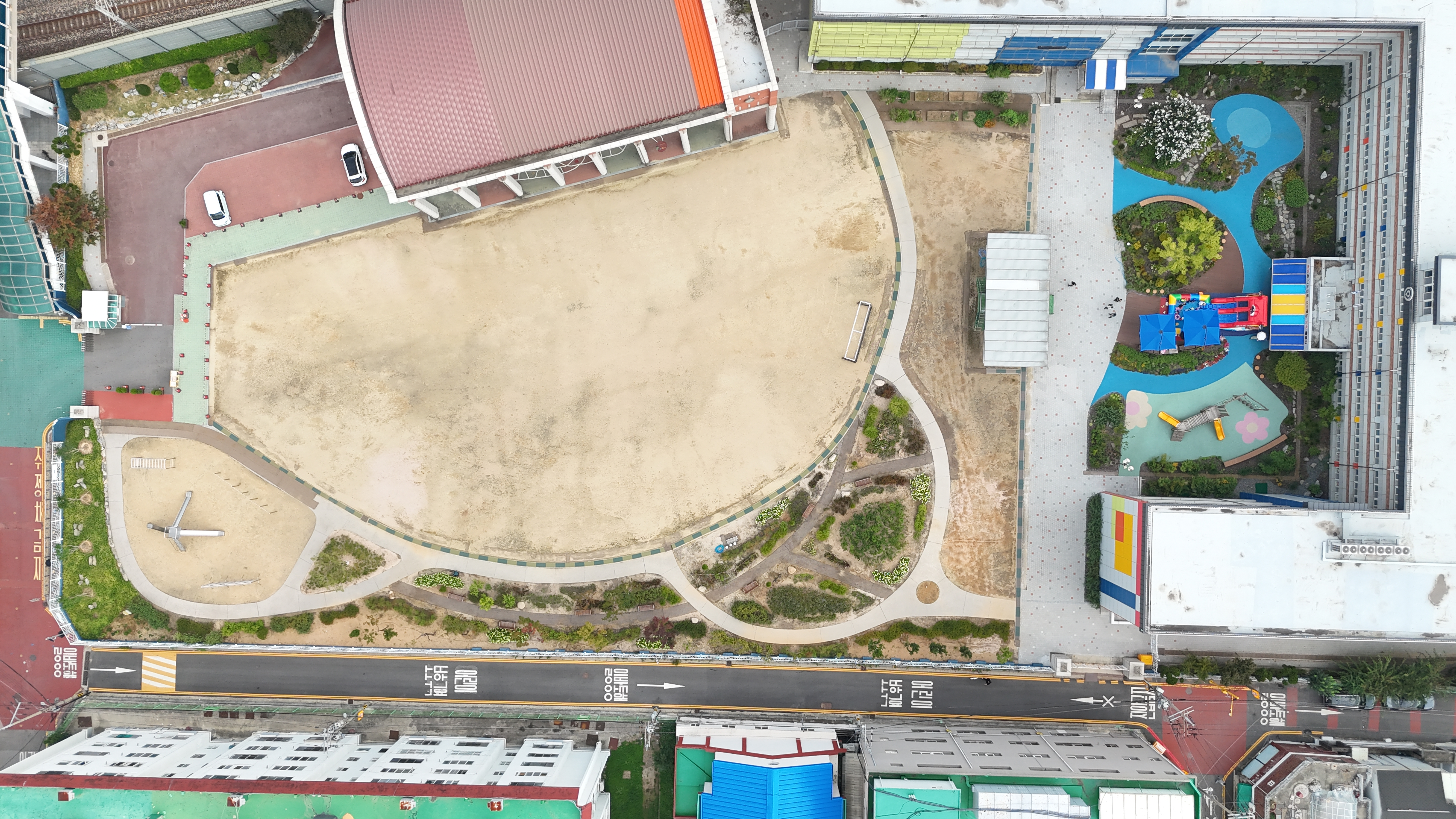

## 학교 연혁
- 1979년 12월 6일: 개교

| 2015.01.20.   | 한국문화예술교육진흥원 예술꽃씨앗학교 공모 선정 및 운영(4년간) |
| 2015.03.04.   | 인천주원초등학교병설유치원 개원 |
| 2020.02.07.   | 교육환경개선사업 완공(외벽공사, 내진 공사 외 8개 사업) |
| 2021.09.01.   | 제16대 김홍성 교장선생님 부임 |
| 2022학년도    | 상상자람터(지능형 과학실) / 학생자치실 / 학교숲 1호『꿈트리』조성 |
| 2023학년도    | 2023~2025 인천광역시교육청 지정 결대로자람학교 운영 2023 인천광역시교육청 지정 세계시민학교 운영 2023 인천광역시교육청 지정 학교숲 실천교육 학교 지정 및 운영 2023~ 교육복지우선지원학교 선정, 한국어학급 선정                                                                            |
| 2023학년도    | 학교숲 2호『신나는 등굣길』/ 학부모 커뮤니티실 조성 |
| 2024학년도    | 2024~ 숲속학교 구축 공모사업 운영 2024~ 학생 맞춤형 통합지원 선도학교, 늘봄모델학교 운영 |
| 2025. 01. 10. | 제43회 졸업장 수여식(40명, 졸업생누계 9,503명) |
| 2025. 03. 01. | 다문화밀집학교 18학급 편성(특수 3학급 포함) 2023~2025 인천광역시교육청 지정 결대로자람학교 운영 2023~ 교육복지우선지원학교, 한국어학급, 다문화교육 정책학교 운영 2024~ 숲속학교 구축 공모사업 운영 2024~ 인천광역시교육청 지정 세계시민학교 운영 2024~ 학생 맞춤형 통합지원 선도학교 운영 |

## 참고 자료
- 인천주원초등학교 - 한국교육학술정보원 학교알리미